# Bart Bok
Bartholomeus Jan «Bart» Bok (28 de abril de 1906-5 de agosto de 1983) fue un astrónomo, maestro y catedrático neerlandés-estadounidense. Es conocido especialmente por su trabajo en la estructura y la evolución de la Vía Láctea, y por el descubrimiento del glóbulo de Bok. Los glóbulos de Bok son pequeñas nebulosas densas y oscuras de gas interestelar y polvo cuya silueta puede ser vista frente a fondos más brillantes. Bok sugirió que esos glóbulos podrían estar en un proceso de contracción previo a la formación de estrellas en su interior.
Bok se casó con una colega astrónoma en 1929, la doctora Priscilla Fairfield. Desde entonces, y por el resto de sus vidas, los dos colaboraron tan estrechamente en su labor en el campo de la astronomía que la Real Sociedad Astronómica expresó que «a partir de ese punto es difícil e inútil intentar separar sus logros de los de ella». Los Bok mostraron tanto entusiasmo por difundir la astronomía entre el público que el periódico The Boston Globe los describió en 1936 como los «vendedores de la Vía Láctea».: 44  Juntos, los Bok realizaron trabajos de investigación y escribieron publicaciones académicas. Su libro de interés general titulado «La Vía Láctea» pasó por cinco ediciones y fue «ampliamente aclamado como uno de los libros de astronomía más exitosos jamás publicados».
El interés primario de la investigación de Bok fue la estructura de la galaxia. Cuando los editores de la publicación Who's Who in America le pidieron enviar una composición titulada «Thoughts on My Life» (Pensamientos sobre mi vida), Bok escribió: «He sido un astrónomo feliz durante los últimos sesenta años, paseando por las autopistas y los senderos de nuestra hermosa Vía Láctea».
Bart Bok fue una personalidad extremadamente popular del campo de la astronomía, célebre por su afabilidad y humor. Cuando el asteroide (1983) Bok recibió este nombre en honor a él y su esposa Priscilla, Bok agradeció a la Unión Astronómica Internacional por darle «una pequeña porción de tierra donde poder retirarme y vivir».

## Primeros años y estudios (1906-1929)
Bok nació en el pequeño pueblo holandés de Hoorn, al norte de Ámsterdam. Sus padres fueron Jan Bok, un sargento mayor en el ejército holandés, y Gesina Annetta Bok, con apellido de soltera van der Lee. Bart Bok pasaría gran parte de su infancia con sus abuelos en el pueblo de Haarlem, donde asistió a la escuela primaria; para después cursar sus estudios de secundaria en La Haya, destacándose en matemáticas y ciencias. Bok relató haber conocido allí a un jefe de escultismo, quien lo introduciría a la observación del cielo nocturno durante salidas a acampar, alejados de las luces de la ciudad. Después de terminar la escuela secundaria, Bok comenzó sus estudios de astronomía en las universidades de Leiden y de Groninga.
En 1928, Bok asistió a la Tercera Asamblea General de la Unión Astronómica Internacional (IAU por sus siglas en inglés) en Leiden. Allí conoció a Priscilla Fairlfield, quien era catedrática adjunta de Astronomía, y el joven Bok fue asignado a su comité de recepción. A pesar de ser un estudiante universitario diez años más joven, Bok se enamoró de ella y le propuso matrimonio al final del congreso. Fairlfield no aceptó su propuesta en ese momento, y Bok mantuvo comunicación escrita con ella por un año antes de que finalmente aceptara.: 16 : 4 
Al año siguiente, Bok interrumpió sus estudios de tesis en el Instituto Astronómico de Kapteyn, en Leiden, los cuales estaba realizando con Pieter Johannes van Rhijn, para mudarse al otro lado del Atlántico: a Cambridge (Massachusetts). El motivo fue la invitación extendida por Harlow Shapley, director del Observatorio Harvard College, a quien había conocido en la misma Asamblea IAU donde conoció a Priscilla Fairlfield. El 9 de septiembre de 1929, dos días después de haberse mudado a los Estados Unidos, Bok y Fairlfield se casaron. Este hecho provocó cierta incomodidad entre ellos y Shapley, jefe de ambos, quien consideraba a Fairlfield como una especie de protegida. Aunque Bok sentía profunda admiración por Shapley, a este último le llevó cierto tiempo llegar a confiar más en él.: 21 

## Harvard 1929-1957

La espectacular región de formación estelar alrededor de Eta Carinae fue el tema de la tesis de doctorado de Bok. Imagen captada por el Telescopio VLT.

Los Bok permanecieron en la Universidad de Harvard por casi treinta años, desde 1929 hasta 1957, lugar donde él enseñaba Astronomía y donde también dirigía el Observatorio. Bart Bok ascendió rápidamente por los rangos académicos: completó su tesis doctoral titulada A Study of the Eta Carinae Region (Estudio de la Región Eta Carinae) en 1932, y al año siguiente se convirtió en catedrático auxiliar. Fue nombrado catedrático adjunto en 1939 y director adjunto del Observatorio Harvard College en 1946; y finalmente catedrático en 1947, cuando fue asignado la Cátedra de Astronomía Robert Wheeler Wilson (algunas fuentes fechan este nombramiento en el año 1945.). Mientras tanto, Priscilla Bok llevaba a cabo también sus propias investigaciones, al mismo tiempo que ella y su esposo colaboraban en proyectos conjuntos. Sin embargo, Priscilla Bok no recibía ningún remuneración por esta labor, lo que llevó a Bok a describir a Shapley como «más bien tacaño cuando se trataba de contratar gente».: 5 
Los Bok tuvieron dos hijos: un hijo llamado John Fairfield en 1930, y una hija llamada Joyce Anneta en 1933. Priscilla Bok permaneció en casa hasta que los niños terminaron la escuela secundaria, por lo que publicó menos investigaciones propias durante este periodo. Sin embargo, siempre estuvo involucrada apoyando las investigaciones de su esposo. Las frecuentes actividades de promoción entre el público que hacían juntos han hecho que con frecuencia se les ubique juntos, y le han dado a ella cierto grado de reconocimiento. Cuando Bart Bok se hizo ciudadano de los Estados Unidos en 1938, acortó su nombre a «Bart».
Su matrimonio marcaría el inicio de una estrecha colaboración científica que abarcaría las siguientes cuatro décadas, por lo que la Real Sociedad Astronómica ha declarado que sería «difícil e inútil separar sus logros de los de ella». Fueron coautores de varias publicaciones académicas sobre cúmulos de estrellas, magnitudes estelares y la estructura de la Vía Láctea. Bok estaba profundamente interesado en los procesos mecánicos mediante los cuales se forman los cúmulos estelares y de galaxias, y su publicación «The Apparent Clustering of External Galaxies» («La Aparente Acumulación de Galaxias Externas»), publicada en la revista Nature, fue la primera en demostrar cómo la disipación de un cúmulo estelar está relacionado con la densidad de este; por lo que al examinar los cúmulos en nuestra galaxia concluyó que la edad de esta no podía ser mayor de veinte mil millones de años.
Su entusiasmo por la divulgación de la astronomía entre el público general los hizo muy conocidos: el periódico The Boston Globe los describió como «los vendedores de la Vía Láctea» en 1936.: 44  El trabajo más importante que escribieron juntos fue el exitoso libro de ciencia popular y libro de texto de cabecera de estudiantes de astronomía Milky Way (La Vía Láctea). Esta obra ha sido «extensamente aclamada como uno de los libros de astronomía más exitosos que se hayan publicado», con cinco ediciones publicadas a lo largo de cuarenta años desde su primera publicación en 1941, y traducida a múltiples idiomas. Según Bart Bok, la redacción de este libro, iniciada en 1937, fue compartida de manera equitativa:

Priscilla y yo estábamos trabajando en el libro acerca de la Vía Láctea, y ella tenía una pequeña habitación en el primer piso donde escribía todo. Vivíamos en Lexington en aquella época. La mujer de la limpieza solía decirle: «Vaya arriba, tiene que ir al trabajo, no se quede sentada hablando conmigo». Y trabajaba muy duro en ello, y al principio teníamos ocho capítulos en el libro. Estuvimos de acuerdo en que yo escribiría cuatro capítulos y ella escribiría otros cuatro, y en que nos amábamos profundamente, sin ningún problema. Luego, después de haber hecho esto por unos cinco o seis meses y de que la redacción estuviera justo empezando dijimos: «Ahora tú toma mis capítulos, y yo tomaré los tuyos, y así tendremos un libro más homogéneo». Bueno, pues un día Priscilla se puso de pie delante de la chimenea, y dijo: «Si quieres cambiar las cosas de esa manera, mi parte se puede ir a la chimenea ahora mismo». No lo hizo, pero ese fue el momento más crítico que jamás tuvimos en nuestra vida de casados, intentando unir esos dos juegos de cuatro capítulos en ocho capítulos. Pero creo que salió bien, y más tarde nos fue mucho mejor. Nos divertimos haciéndolo. Pero te lo digo, escribir un libro con alguien no siempre es fácil, si tienes sentimientos fuertes al respecto.

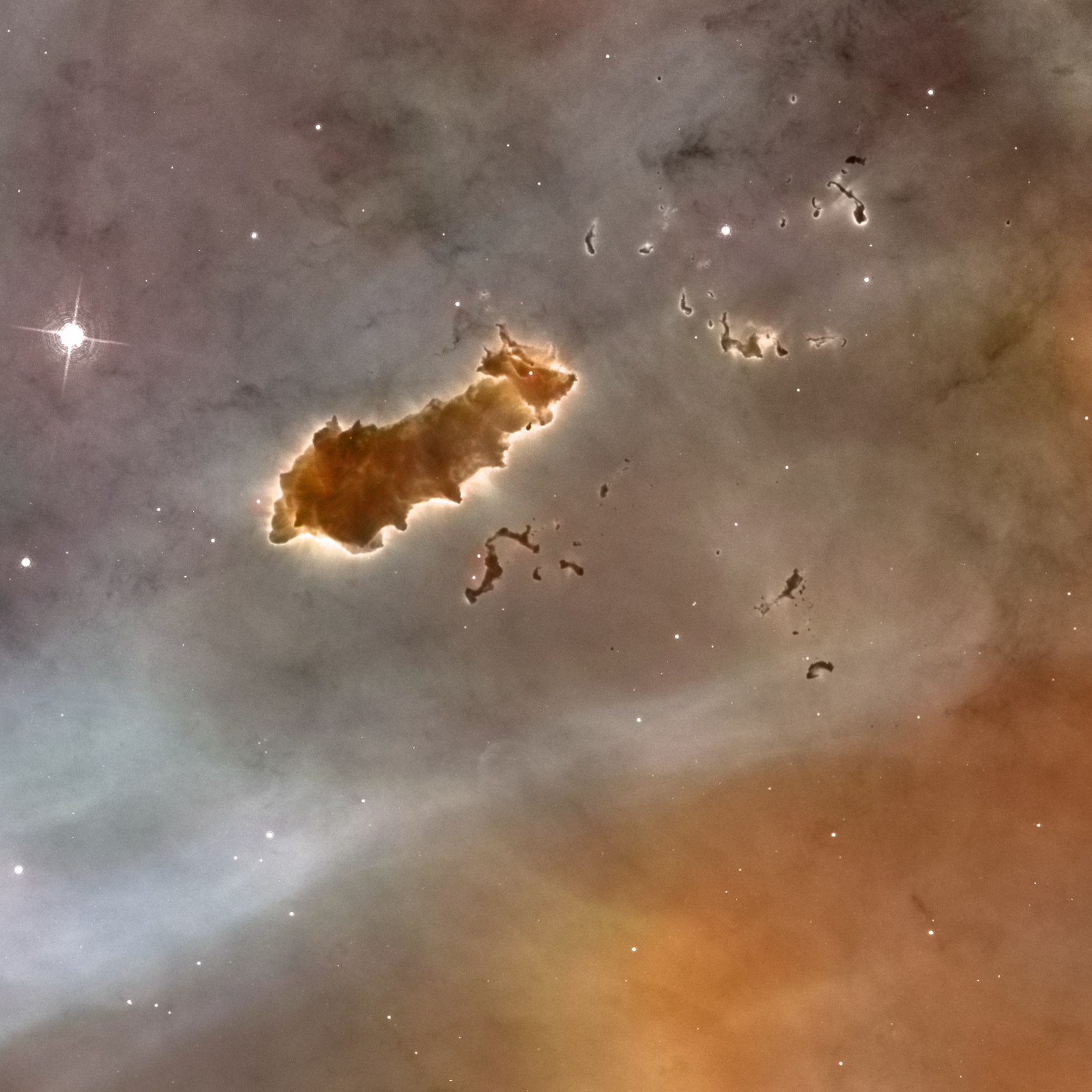
La Oruga, un glóbulo de Bok en la Nebulosa de Carina. Fotografía por el Telescopio Espacial Hubble.

En la década de los cuarenta, Bok observó por primera vez, en la Vía Láctea, las nebulosas oscuras de polvo cósmico denso que más tarde serían llamadas glóbulo de Bok. En una publicación de 1947, Bok y E.F. Reilly formularon la hipótesis de que estas nebulosas eran parecidas a «capullos de insectos» que estuvieran enfrentando un colapso gravitacional para formar estrellas nuevas y cúmulos estelares. Esta hipótesis era difícil de comprobar debido a las dificultades para establecer lo que estaba pasando dentro de una nebulosa oscura y densa que opacaba toda la luz del espectro visible emitida desde su interior; pero después de la muerte de Bok sus ideas fueron confirmadas, cuando unos análisis de las observaciones del infrarrojo cercano fueron publicados en 1990 confirmaron el nacimiento de estrellas dentro de los glóbulos de Bok.
La familia Bok también viajó para pasar tiempo preparando dos instalaciones internacionales en extremos opuestos del mundo. Durante 1941, Bok ayudó a instalar el Observatorio Astrofísico Nacional de Tonantzintla, y en 1950, instaló el Telescopio Schmidt en el Observatorio Boyden de Harvard, en Sudáfrica. Mientras se encontraban en este último lugar, los Bok también tuvieron la oportunidad de estudiar las estrellas desde el hemisferio sur, incluyendo Eta Carinae, que había sido el tema de la tesis de doctorado de Bart Bok.: 79 : 541 : 4 
El éxito de Bok con la instalación de nuevos observatorios guiaría el resto de su carrera. A partir de 1952, encabezó los esfuerzos para fundar y construir las instalaciones mayores de radiotelescopio del Observatorio de Oak Ridge de Harvard.: 540  Bok creía que la combinación de la astronomía de radio y óptica podría producir beneficios excepcionales, un pensamiento inusual en su época. Esto fue inspirado inicialmente por la dificultad y la poca fiabilidad de las técnicas visuales de conteo de estrellas, especialmente en presencia de polvo, que puede causar obscurecimiento. Este enfoque combinado resultó ser vital al analizar el medio interestelar, y particularmente en el desarrollo de la comprensión de qué ocurre en el interior de los glóbulos de Bok.: 540 

## Australia 1957-1966
En 1957, los Bok se mudaron a Australia, donde Bart Bok se convirtió en director del Observatorio de Monte Stromlo, en la Universidad Nacional Australiana, en Canberra, puesto que mantendría por los siguientes nueve años. Su presencia fue un factor crucial en el desarrollo de la astronomía óptica en Australia, así como en su integración en el ya bien establecido campo de la radioastronomía. Durante el tiempo que permaneció en su cargo, Bok estableció un próspero programa internacional para graduados universitarios en Stromlo, el cual sería conocido como «el Harvard del Sur». Bok obtuvo fondos del primer ministro de Australia de la época, Robert Menzies, para un telescopio nuevo en Stromlo, y estableció un observatorio de campo en el Observatorio Siding Spring.: 112 
Bart Bok fue pionero en el uso de computadoras en la observación astronómica, y la primera persona en usarlas en el ANU: en febrero de 1960, mandó a instalar la primera en el observatorio.: 116  También fue pionero en tomar ventaja de los medios de comunicación masivos para promover la astronomía: realizó una serie de televisión que fue transmitida en la cadena de televisión australiana ABC, llegando a más personas de las que jamás había soñado ninguno de sus predecesores, ayudando así a crear conciencia y apoyo para la astronomía en Australia.: 29 
Para principios de la década de 1960, Mount Stromlo se había convertido en una de las instalaciones líder en el campo de la observación astronómica en el hemisferio sur. Sin embargo, Bok notaba las limitaciones que el clima y la creciente contaminación lumínica imponían en el sitio de Monte Stromlo, por lo que se inició un programa de prueba de locaciones que se extendería por todo el país. Como resultado, en 1962 la montaña Siding Spring fue elegida para la creación de instalaciones de un telescopio de primera categoría, el Observatorio de Siding Spring. Un nuevo proyecto en este lugar sería el objeto de la atención de Bok: un telescopio óptico que se convertiría en el más grande de Australia: el Telescopio Anglo-Australiano.: 122 : 609 
Esto no dejaba mucho tiempo para la investigación astronómica; Priscilla Bok pasaba muchas noches en los telescopios de Stromlo observando y analizando sus datos. Esto era acorde con el interés principal de ella de realizar observaciones básicas, como determinar posiciones estelares y proporcionar magnitudes calibradas. Su estrecha relación y la manera en la que sus personalidades se complementaban una a la otra fue un soporte para sus esfuerzos científicos: la empatía de ella equilibraba la naturaleza energética y dinámica de él.: 608 
En ediciones subsecuentes de su libro, los Bok realizaron grandes cambios para amoldarse al rápido progreso de la astronomía galáctica. Según Bart Bok, la accesibilidad del texto para el público general era particularmente importante para ella:

Cada vez que nos preparábamos para una edición nueva, solíamos decir: «Ha llegado la hora de designar el comité». Y teníamos un comité imaginario de cinco personas — un comité imaginario. Cada vez que peleábamos sobre si algo debía incluirse o no, ella decía, «Mira, tienes a tu nieto en nuestro comité. Él no entendería esto. Lo estás escribiendo para [el astrónomo] Jan Oort, y está bien, si lo quieres escribir para Jan Oort, escribe otro libro, pero no lo pongas en nuestro libro».

Bok fue un promotor incansable de la astronomía entre el público en general, e intentó mantener una rutina en la que dedicaba tres días al mes para conferencias públicas:

...una en Canberra o cerca de allí, una en alguna ciudad capital, y una en una zona rural...Aceptaba casi cualquier invitación que lograra obtener para dar una charla...Mi precio era que si hablaba ante un grupo de adultos...también hablaría ante la escuela secundaria local, y esto rindió frutos maravillosamente hacia una dirección que nunca hubiera imaginado, porque en una escuela secundaria normalmente está el sobrino o la sobrina de algún Miembro del Parlamento, y todos los Miembros del Parlamento se enteraban.: 111 

Esta habilidad de «venderle» la astronomía al público, y especialmente a Miembros del Parlamento, fue crucial para ganar el apoyo para proyectos grandes y costosos como el Observatorio Anglo-Australiano, proyectos que debían competir contra otras prioridades científicas. Al final, no llegó a verlo completado; el acuerdo formal para la construcción del AAO fue realizado al año siguiente de que los Bok volvieran de Australia a los Estados Unidos.

## Regreso a los Estados Unidos 1966-1983
En 1966, los Bok volvieron a los Estados Unidos, donde Bart tomó los cargos de Jefe del Departamento de Astronomía de la Universidad de Arizona, y director del Observatorio Steward, puestos que mantendría hasta 1970. Bok fue el principal responsable de la construcción del telescopio de 90 pulgadas (2.3 metros) en el Observatorio Nacional de Kitt Peak. Bajo su cargo, el número de empleados incrementó al doble, y el programa de estudiantes egresados creció hasta que Steward se convirtió en la quinta mejor universidad de los Estados Unidos en 1970, llegando a ser conocida como «una de las principales instituciones de investigación astronómica».: 541 : 33 
A partir de 1970, luego de dejar sus cargos en la Universidad de Steward y la Universidad de Arizona, Bok se involucró más activamente en organizaciones mundiales de astrónomos profesionales. En 1970, fue nombrado vicepresidente del Comité Ejecutivo de la Unión Astronómica Internacional, y en 1973 fue asignado al mismo puesto por otro periodo de tres años. De manera simultánea, también trabajó como presidente de la Sociedad Astronómica Estadounidense de 1972 a 1974.
Priscilla Bok sufrió una apoplejía en 1972, causando un declive de su salud en los años siguientes, por lo que Bok renunció a sus cargos en la IAU y en la AAS en 1974 para dedicarse a cuidar de ella. Priscilla Bok murió de un ataque cardíaco en noviembre de 1975.
En 1975, Bok fue coautor de la declaración Objections to Astrology (Objeciones a la Astrología), respaldada por 186 astrónomos profesionales, astrofísicos y otros científicos, incluyendo a 19 ganadores del Premio Nobel. La declaración se publicó en la Asociación Humanista Americana, y los principales periódicos de los Estados Unidos recibieron copias de esta. Esto llevá a la formación del Comité para la Investigación Científica de las Afirmaciones de lo Paranormal, de la que fue un miembro fundador. En el 2000, Bok fue elegido por los lectores de la revista Skeptical Inquirer como uno de «los escépticos más destacados del siglo veinte».
Bok continuó como catedrático emérito en la Universidad de Arizona, y participó en o dirigió varios grupos para observar eclipses, incluyendo un viaje para observar un eclipse cerca de Bratsk, en Siberia, en julio de 1981. Su último viaje para observar un eclipse en lo que llamaba su «hogar espiritual» de Java, para observar una totalidad que pasó cerca del pueblo de Salatiga en junio de 1983.
Bok murió de un Infarto agudo de miocardio en su casa de Tucson, Arizona, poco más de un mes después de aquel último viaje. Su cuerpo fue donado al colegio de medicina de la Universidad de Arizona.

## Distinciones
Nombramientos honorarios
- Vicepresidente de la Unión Astronómica Internacional (1970-74).[21]
- Presidente de la Sociedad Astronómica Estadounidense (1972-74).[25]
- Elegido para la Academia Nacional de Ciencias de Estados Unidos (1968).[8]: 90
- Miembro Honorario de la Real Sociedad Astronómica de Canadá.[10]: 4
- Miembro Honorario de la Sociedad Astronómica de Australia.[10]: 5
- Miembro Honorario de la Real Sociedad Astronómica de Nueva Zelanda.[10]: 5
- Miembro Honorario de la Real Academia de Artes y Ciencias de Holanda.[10]: 5
- Miembro Asociado de la Real Sociedad Astronómica, Londres.[10]: 5

Premios
- Medalla ADION, de la Asociación por el Desarrollo Internacional del Observatorio de Marsella (1971).
- Premio Jansky del Observatorio Nacional de Radioastronomías de Estados Unidos (1972).[26]
- Medalla Oranje-Nassau de los Países Bajos.[10]: 5
- Medalla Bruce (1977).[15]
- Lección Magistral Henry Norris Russell(1982).[27]
- Premio Klumpke-Roberts (1982).[28]

Epónimos

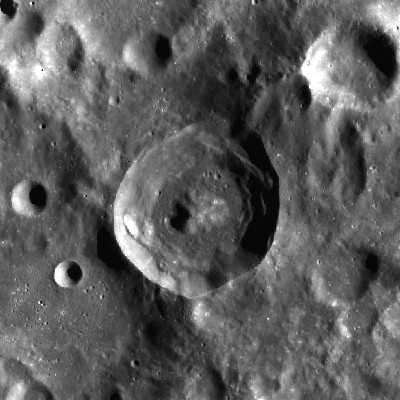
Cráter Bok en la Luna

- El cráter lunar Bok (también dedicado a su esposa).[29]
- El asteroide (1983) Bok (también dedicado a su esposa).[30]
- Telescopio Bok del Observatorio Steward.
- C/1949 N1 - Un cometa descubierto por Bok.

Premios póstumos
- Beca de Postdoctorado Bart J Bok, otorgada por el Departamento de Astronomía de la Universidad de Arizona y el Observatorio Steward.
- El Premio Bok es otorgado anualmente por la Sociedad Astronámica de Australia desde 1989 como reconocimiento a investigaciones destacadas en astronomía realizadas por estudiantes con Honores o estudiantes de Maestría eligibles de una universidad australiana.[31]
- Otro Premio Bok es otorgado por el Departamento de Astronomía de la Universidad de Harvard desde 1958 en reconocimiento a investigaciones sobre la Vía Láctea realizadas mediante métodos observacionales.[32]
- Dos Premios Priscilla y Bart Bok son otorgados juntos cada año por la Sociedad Astronómica del Pacífico y la Sociedad Astronómica Estadounidense a proyectos realizados en la Feria Internacional de Ciencia y Tecnología Intel,[33] en reconocimiento al apoyo que los Bok dieron a la educación y la labor astronómica en la participación pública.[34]

## Publicaciones
- Bok, Bart J.; Lindsay, Eric M. (1938). «Note on the Stellar Distribution in the Vicinity of a Southern Galactic Window». Proceedings of the National Academy of Sciences of the United States of America. Bibcode:1938PNAS...24....4B. ISSN 0027-8424. PMC 1077014. PMID 16588185. doi:10.1073/pnas.24.1.4. Consultado el 25 de abril de 2015.
- Bok, BJ; Morgan; Stokley. The Distribution of American Astronomical Literature Abroad 93 (2424). pp. 568-569. Bibcode:1941Sci....93..568B. ISSN 0036-8075. PMID 17809700. doi:10.1126/science.93.2424.568.
- Bok, BJ (Septiembre de 1944). «Freedom in Science». Science 100 (2593): 217-218. ISSN 0036-8075. PMID 17840405. doi:10.1126/science.100.2593.217-a.
- Bok, BJ (Febrero de 1949). «Science and the Maintenance of Peace». Science 109 (2824): 131-137. Bibcode:1949Sci...109..131B. ISSN 0036-8075. PMID 17759166. doi:10.1126/science.109.2824.131.
- Bok, BJ (Enero de 1953). «The United Nations Expanded Program for Technical Assistance». Science 117 (3030): 67-70. Bibcode:1953Sci...117...67B. ISSN 0036-8075. PMID 17836270. doi:10.1126/science.117.3030.67.
- Bok, BJ (Junio de 1955). «Science in International Cooperation». Science 121 (3155): 843-847. Bibcode:1955Sci...121..843B. ISSN 0036-8075. PMID 17798483. doi:10.1126/science.121.3155.843.
- Bok, BJ (Noviembre de 1966). «Graduate Training in Astronomy». Science 154 (3749): 590-592. ISSN 0036-8075. PMID 17778795. doi:10.1126/science.154.3749.590-a.
- Bok, BJ (Enero de 1973). «Galactic spiral structure». American scientist 61 (1): 8. ISSN 0003-0996. PMID 17712971.
- Bok, Bart Jan; Fairfield Bok, Priscilla (1981). The Milky Way (5ta edición). Harvard University Press. ISBN 0-674-57503-2.
- Bok's ADS record.

### Obituarios
- JRASC 78 (1984) 3 (en inglés).
- JRASC 78 (1984) 8 (en inglés).
- PASAu 5 (1984) 608 (en inglés).
- QJRAS 28 (1987) 539 (en inglés).

- Datos: Q434224
- Multimedia: Bartholomeus Jan Bok (astronomer) / Q434224